# Giọng hát Việt nhí (mùa 7)
Mùa giải thứ bảy của cuộc thi truyền hình thực tế Giọng hát Việt nhí được phát sóng vào ngày 20 tháng 7 năm 2019. Đây là mùa thi thứ hai có sự thay đổi các huấn luyện viên khi có sáu huấn luyện viên chia thành ba đội (mỗi đội gồm có hai huấn luyện viên) giống như mùa thứ sáu năm 2018. Các cặp huấn luyện viên của mùa thi này gồm sự trở lại của HLV Dương Khắc Linh và sự xuất hiện lần đầu tiên của Phạm Quỳnh Anh, hai cặp đôi huấn luyện viên mới là Hương Giang và Dương Cầm và cặp đôi Ali Hoàng Dương và Lưu Thiên Hương. Hồ Hoài Anh là giám đốc âm nhạc cho mùa thi thứ bảy của chương trình.
Trong đêm chung kết được truyền hình trực tiếp đêm 26/10/2019, thí sinh Kiều Minh Tâm (đội Lưu Thiên Hương và Ali Hoàng Dương) đã trở thành quán quân của Giọng hát Việt nhí 2019 với tỉ lệ bình chọn 26,63%. Thí sinh Nguyễn Đoàn Chấn Quốc (đội Dương Cầm và Hương Giang) đạt giải á quân với tỉ lệ bình chọn sát sao 25,9%. Thí sinh Vũ Linh Đan (đội Dương Khắc Linh và Phạm Quỳnh Anh) với tỉ lệ bình chọn 19,11%, hai thí sinh được cứu trở lại đêm chung kết là Nguyễn Ngọc Bảo Hân (đội Dương Cầm và Hương Giang) và Nguyễn Đỗ Khánh An (đội Lưu Thiên Hương và Ali Hoàng Dương) với tỉ lệ bình chọn tương ứng là 15,19% và 13,17% là 3 thí sinh đạt được giải ba, tư và năm của mùa giải thứ 7. Đây là lần đầu tiên Lưu Thiên Hương và Ali Hoàng Dương ngồi ghế HLV Giọng hát Việt nhí và có thí sinh chiến thắng.

## Vòng Blind Audition (Giấu mặt)
Trong vòng giấu mặt, các huấn luyện viên sẽ tiến hành "tuyển quân" để tìm cho mình một đội 12 người thay vì 15 như các mùa giải trước. Các huấn luyện viên sẽ ngồi quay lưng lại với thí sinh và không được biết bất cứ thông tin gì của thí sinh trừ giọng hát. Khi họ thấy muốn "tuyển" thí sinh đó vào đội thì phải nhấn nút "TÔI CHỌN BẠN" trong khi phần thi của thí sinh chưa kết thúc. Nếu chỉ một huấn luyện viên quay lại, thí sinh sẽ về đội người đó. Nếu có nhiều huấn luyện viên quay lại, thí sinh được phép chọn lựa huấn luyện viên mình thích và huấn luyện viên cũng được phép dùng mọi cách để "chiêu mộ" thí sinh về đội của mình. Huấn luyện viên đã đầy chỗ sẽ dừng tuyển trong khi các huấn luyện viên khác tiếp tục. Vòng giấu mặt kết thúc ngay khi tất cả các huấn luyện viên dừng tuyển vì đủ chỗ. Tại vòng Giấu mặt, có luật nút "Chặn" (chặn một đội khác khi tranh giành thí sinh), mỗi đội có 2 quyền chặn dành cho 2 đội còn lại, khi một đội bị chặn ghế của huấn luyện viên sẽ chuyển màu trắng nhưng không quay lại. Một luật mới trong vòng Giấu mặt năm nay, có thêm luật chơi mới là "quyền năng phá chặn đặc biệt" dành cho thí sinh: Thí sinh có quyền lựa chọn đội đã bị "Chặn" ở tiết mục này nhưng đội đó sẽ bị rơi vào tình trạng bị phong tỏa và bị mất lượt lựa chọn thí sinh ở tiết mục sau.
Vòng giấu mặt được phát sóng từ ngày 20 tháng 7 năm 2019.
Chú thích

### Tập 1 (20/07/2019)
| Thứ tự | Thí sinh (Tuổi, Quê quán)                 | Bài hát (Sáng tác)                        | Lựa chọn của huấn luyện viên và thí sinh | Lựa chọn của huấn luyện viên và thí sinh | Lựa chọn của huấn luyện viên và thí sinh |
| Thứ tự | Thí sinh (Tuổi, Quê quán)                 | Bài hát (Sáng tác)                        | Dương Cầm & Hương Giang                  | Lưu Thiên Hương & Ali Hoàng Dương        | Dương Khắc Linh & Phạm Quỳnh Anh         |
| ------ | ----------------------------------------- | ----------------------------------------- | ---------------------------------------- | ---------------------------------------- | ---------------------------------------- |
| 1      | Nguyễn Thị Yến Nhi (13, Hải Phòng)        | Có em chờ (Kai Đinh)                      | —                                        |                                          |                                          |
| 2      | Huỳnh Phạm Thanh Tâm (14, Thừa Thiên Huế) | Thanh xuân (Da Lab)                       |                                          | —                                        |                                          |
| 3      | Trần Thị Diệp Nhi (11, Nghệ An)           | Hôm nay tôi buồn (Phùng Khánh Linh)       | —                                        | —                                        |                                          |
| 4      | Phạm Anh Kiệt (12, Đồng Nai)              | Tình cha (Ngọc Sơn)                       | —                                        | —                                        | —                                        |
| 5      | Hoàng Tấn Lộc (14, Đà Nẵng)               | Tiếng đàn bầu (Nguyễn Đình Phúc)          |                                          |                                          |                                          |
| 6      | Võ Khánh Ngọc (11, Thành phố Hồ Chí Minh) | Cô ba Sài Gòn (Only C, Nguyễn Phúc Thiện) |                                          | —                                        |                                          |
| 7      | Nguyễn Thị Ngọc Ánh (14, Bình Phước)      | Về đi em (Trần Tiến)                      |                                          |                                          |                                          |
| 8      | Kim Jae Bin (12, Bình Dương)              | Và tôi hát (Đoàn Thế Lân)                 |                                          |                                          |                                          |
| 9      | Phạm Thị Trâm Anh (Thanh Hóa)             | Trở lại tuổi thơ (Anh Quân, Dương Thụ)    |                                          | —                                        |                                          |
| 10     | Ngô Minh Hằng (7, Thành phố Hồ Chí Minh)  | Không thể và có thể (Phó Đức Phương)      | CHẶN                                     |                                          |                                          |

### Tập 2 (27/07/2019)
| Thứ tự | Thí sinh (Tuổi, Quê quán)                        | Bài hát (Sáng tác)                                                    | Lựa chọn của huấn luyện viên và thí sinh | Lựa chọn của huấn luyện viên và thí sinh | Lựa chọn của huấn luyện viên và thí sinh |
| Thứ tự | Thí sinh (Tuổi, Quê quán)                        | Bài hát (Sáng tác)                                                    | Dương Cầm & Hương Giang                  | Lưu Thiên Hương & Ali Hoàng Dương        | Dương Khắc Linh & Phạm Quỳnh Anh         |
| ------ | ------------------------------------------------ | --------------------------------------------------------------------- | ---------------------------------------- | ---------------------------------------- | ---------------------------------------- |
| 1      | Trần Nguyễn Quang Vũ (15, Thành phố Hồ Chí Minh) | We are the rising kings (Vũ Đức Thiện, Hoàng Touliver)                | —                                        |                                          |                                          |
| 2      | Trần Hiểu Minh (11, Quảng Ninh)                  | Đào liễu (Chèo cổ)                                                    |                                          |                                          | —                                        |
| 3      | Nguyễn Đỗ Khánh An (13, Hà Nội)                  | Lớn rồi còn khóc nhè (Nguyễn Hải Phong)                               | —                                        |                                          |                                          |
| 4      | Nguyễn Hoàng Nhã Thy (12, Bình Dương)            | Bà tôi (Nguyễn Vĩnh Tiến)                                             | —                                        |                                          | —                                        |
| 5      | Lê Minh Ngọc (?, Hà Nội)                         | Uống trà (Phạm Toàn Thắng)                                            |                                          |                                          |                                          |
| 6      | Đào Huỳnh Minh Châu (10, Bình Định)              | Gánh mẹ (Quách Beem)                                                  |                                          | CHẶN                                     |                                          |
| 7      | Nguyễn Đoàn Chấn Quốc (11, An Giang)             | Chảy đi sông ơi (Phó Đức Phương)                                      |                                          | PHONG TỎA                                |                                          |
| 8      | Nguyễn Ngọc Duyên Khuê (12, Hậu Giang)           | Huế tình yêu của tôi (Nhạc: Trương Tuyết Mai. Thơ: Đỗ Thị Thanh Bình) | —                                        | —                                        | —                                        |
| 9      | Huỳnh Thị Tố Uyên (14, Thành phố Hồ Chí Minh)    | Me (Taylor Swift, Brendon Urie, Joel Little)                          |                                          | —                                        |                                          |
| 10     | Nguyễn Đức Khôi (13, Hà Nội)                     | Mưa hồng (Pink rain) (Trịnh Công Sơn)                                 |                                          | CHẶN                                     |                                          |

### Tập 3 (03/08/2019)
| Thứ tự | Thí sinh (Tuổi, Quê quán)                          | Bài hát (Sáng tác)                               | Lựa chọn của huấn luyện viên và thí sinh | Lựa chọn của huấn luyện viên và thí sinh | Lựa chọn của huấn luyện viên và thí sinh |
| Thứ tự | Thí sinh (Tuổi, Quê quán)                          | Bài hát (Sáng tác)                               | Dương Cầm & Hương Giang                  | Lưu Thiên Hương & Ali Hoàng Dương        | Dương Khắc Linh & Phạm Quỳnh Anh         |
| ------ | -------------------------------------------------- | ------------------------------------------------ | ---------------------------------------- | ---------------------------------------- | ---------------------------------------- |
| 1      | Lương Trương Quỳnh Anh (13, Thành phố Hồ Chí Minh) | Điệu buồn phương Nam (Vũ Đức Sao Biển, Anh Kiệt) | —                                        | —                                        |                                          |
| 2      | Võ Nguyên Ngọc Nhi (10, Thành phố Hồ Chí Minh)     | Rock Sài Gòn (Lâm Quốc Cường, Phát Nguyễn)       | —                                        |                                          |                                          |
| 3      | Bùi Ngọc Ánh (13, Thành phố Hồ Chí Minh)           | Thơ tình của núi (An Thuyên)                     |                                          | —                                        |                                          |
| 4      | Bùi Gia Bảo (12, Thành phố Hồ Chí Minh)            | Nếu như một ngày (Hoàng Tôn)                     | —                                        | —                                        | —                                        |
| 5      | Nguyễn Khánh Vy (10, Nghệ An)                      | Nghe mưa (Dương Thụ)                             |                                          | —                                        |                                          |
| 6      | Vương Hồng Thúy (10, Hà Nội)                       | Đi đâu để thấy hoa bay (Hoàng Dũng)              |                                          |                                          | · CHẶN                                   |
| 7      | Trương Nguyễn Mạnh Cường (12, Đồng Nai)            | Nước mắt mẹ hiền (Ngọc Sơn)                      | —                                        | —                                        | PHONG TỎA                                |
| 8      | Lê Ngọc Thảo Lam (11, Thành phố Hồ Chí Minh)       | Vẽ (Phạm Toàn Thắng)                             | —                                        |                                          | —                                        |
| 9      | Đào Thái Bình An (12, Đồng Nai)                    | Biển hát chiều nay (Hồng Đăng)                   |                                          | —                                        |                                          |
| 10     | Vũ Linh Đan (12, Hà Nội)                           | Rise up (Cassandra Batie, Jenn Decilveo)         |                                          |                                          | · CHẶN                                   |

### Tập 4 (10/08/2019)
| Thứ tự | Thí sinh (Tuổi, Quê quán)                           | Bài hát (Sáng tác)                                                    | Lựa chọn của huấn luyện viên và thí sinh | Lựa chọn của huấn luyện viên và thí sinh | Lựa chọn của huấn luyện viên và thí sinh |
| Thứ tự | Thí sinh (Tuổi, Quê quán)                           | Bài hát (Sáng tác)                                                    | Dương Cầm & Hương Giang                  | Lưu Thiên Hương & Ali Hoàng Dương        | Dương Khắc Linh & Phạm Quỳnh Anh         |
| ------ | --------------------------------------------------- | --------------------------------------------------------------------- | ---------------------------------------- | ---------------------------------------- | ---------------------------------------- |
| 1      | Bùi Vũ Kim Anh (12, Hải Phòng)                      | Con yêu (Nhạc Philippines. Lời Việt: Cẩm Vân)                         |                                          |                                          |                                          |
| 2      | Nguyễn Hồng Ngọc (15, Bình Dương)                   | Lon ton à, lon ton ơi (Hà Quang Minh)                                 |                                          | —                                        | —                                        |
| 3      | Trần Thị Vân Anh (14, Hà Tĩnh)                      | Xe đạp (Nhạc Nhật. Lời Việt: Đinh Mạnh Ninh)                          | —                                        | —                                        |                                          |
| 4      | Nguyễn Thu Minh (9, Bình Dương)                     | Hương thơm diệu kỳ (Võ Thiện Thanh)                                   | —                                        | —                                        | —                                        |
| 5      | Châu Sở Hân (6, Thành phố Hồ Chí Minh)              | Em yêu trường em - Mình cùng nhau đóng băng (Hoàng Vân - Tiên Cookie) | —                                        | —                                        |                                          |
| 6      | Trịnh Ngọc Thúy Nga (12, Thành phố Hồ Chí Minh)     | Ru con Nam Bộ (Dân ca Nam Bộ)                                         | · CHẶN                                   |                                          |                                          |
| 7      | Nguyễn Ngọc Bảo Hân (12, Lâm Đồng)                  | Stone cold (Demi Lovato, Laleh Pourkarim, Gustaf Thorn)               |                                          |                                          |                                          |
| 8      | Trần Thị Gia Hân (14, Thành phố Hồ Chí Minh)        | Thương ca Tiếng Việt (Đức Trí, Hà Quang Minh)                         |                                          | —                                        |                                          |
| 9      | Nguyễn Đỗ Thành Nhân (9, Thành phố Hồ Chí Minh)     | Em bé quê (Phạm Duy)                                                  | —                                        |                                          |                                          |
| 10     | Nguyễn Trần Nguyên Xuân (13, Thành phố Hồ Chí Minh) | Beauty and the beast (Howard Ashman, Alan Menken)                     | —                                        |                                          |                                          |
| 11     | Kiều Minh Tâm (11, Hà Nội)                          | Bác Hồ một tình yêu bao la (Thuận Yến)                                |                                          |                                          |                                          |

## Vòng Battle (Đối đầu)
12 thí sinh trong mỗi đội sẽ được chia ra thành 4 trận đấu đối đầu, mỗi trận đối đầu có 3 đối thủ. Mỗi nhóm sẽ trình bày một ca khúc được tập luyện từ trước trên sân khấu dưới sự huấn luyện của huấn luyện viên chủ quản và cố vấn của huấn luyện viên đó. Sau khi lên sân khấu đối đầu thể hiện xong bài hát đối đầu đã được tập luyện cùng huấn luyện viên và cố vấn, huấn luyện viên chủ quản sẽ xướng danh một trong 3 đối thủ của mỗi nhóm là người chiến thắng và có quyền đi tiếp vào vòng trong. Trong 1 nhóm nào đó nếu HLV thấy 1 trong 2 thí sinh thua cuộc xứng đáng được đi tiếp, chính bản thân HLV đó sẽ bấm nút "CỨU" để cứu thí sinh đó. Đồng thời, nếu từ 1 cặp thí sinh thua cuộc của cặp HLV nào đó trong một cuộc đấu của đội khác xứng đáng đi tiếp, HLV sẽ bấm nút "CƯỚP" để cướp 2 thí sinh đó về đội của mình. Như vậy, sau khi vòng này kết thúc thì mỗi đội sẽ còn lại 7 thí sinh.
Chú thích
     Thắng đối đầu trực tiếp
     Thua đối đầu nhưng được HLV bấm nút cứu ngay sau đó
     Thua đối đầu nhưng được HLV khác bấm nút "cướp" ngay sau đó
     Thua đối đầu trực tiếp và không được HLV cứu (bị loại)
Danh sách cố vấn âm nhạc của các đội trong vòng đối đầu
| Thứ tự | Đội HLV                            | Cố vấn           |
| ------ | ---------------------------------- | ---------------- |
| 1      | Hương Giang và Dương Cầm           | Bảo Lan          |
| 2      | Ali Hoàng Dương và Lưu Thiên Hương | Tóc Tiên         |
| 3      | Dương Khắc Linh và Phạm Quỳnh Anh  | Soobin Hoàng Sơn |

### Tập 5 (17/08/2019)
| Thứ tự | Đội                             | Bài hát đối đầu (Sáng tác)                                                                          | Thí sinh 1          | Thí sinh 2              | Thí sinh 3           | CƯỚP                  |
| ------ | ------------------------------- | --------------------------------------------------------------------------------------------------- | ------------------- | ----------------------- | -------------------- | --------------------- |
| 1      | Lưu Thiên Hương Ali Hoàng Dương | Chú ếch con (Phan Nhân)                                                                             | Kim Jae Bin         | Nguyễn Đỗ Thành Nhân    | Võ Nguyên Ngọc Nhi   | Dương Cầm Hương Giang |
| 2      | Dương Cầm Hương Giang           | Tôi là một ngôi sao - Khát khao tôi - ABC you and me (Nguyễn Hải Phong - Dương Cầm - The Jackson 5) | Trần Thị Gia Hân    | Phạm Thị Trâm Anh       | Huỳnh Thị Tố Uyên    | —                     |
| 3      | Dương Khắc Linh Phạm Quỳnh Anh  | Where is the love (The black eyed peas)                                                             | Nguyễn Đức Khôi     | Nguyễn Trần Nguyên Xuân | Trần Nguyễn Quang Vũ | —                     |
| 4      | Dương Cầm Hương Giang           | Cánh hoa tàn - Chị tôi (Cao Trung Hiếu, Hoàng Anh - Nhạc: Trọng Đài. Thơ: Đoàn Thị Tảo)             | Nguyễn Thị Ngọc Ánh | Nguyễn Đoàn Chấn Quốc   | Bùi Ngọc Ánh         | —                     |

### Tập 6 (24/08/2019)
| Thứ tự | Đội                             | Bài hát đối đầu (Sáng tác)                                                                      | Thí sinh 1         | Thí sinh 2           | Thí sinh 3          | CƯỚP                           |
| ------ | ------------------------------- | ----------------------------------------------------------------------------------------------- | ------------------ | -------------------- | ------------------- | ------------------------------ |
| 1      | Lưu Thiên Hương Ali Hoàng Dương | Cò lả - Quê em mùa nước lũ - Hồ trên núi (Dân ca đồng bằng Bắc Bộ - Tiến Luân - Phó Đức Phương) | Lê Minh Ngọc       | Trần Hiểu Minh       | Trịnh Ngọc Thúy Nga | —                              |
| 2      | Dương Khắc Linh Phạm Quỳnh Anh  | Việt Nam những chuyến đi (Vicky Nhung)                                                          | Nguyễn Thị Yến Nhi | Vương Hồng Thúy      | Võ Khánh Ngọc       | —                              |
| 3      | Dương Cầm Hương Giang           | Speechless (Alan Menken, Benj Pasek, Justin Paul)                                               | Vũ Linh Đan        | Huỳnh Phạm Thanh Tâm | Nguyễn Ngọc Bảo Hân | Dương Khắc Linh Phạm Quỳnh Anh |
| 4      | Dương Khắc Linh Phạm Quỳnh Anh  | Con cò (Lưu Hà An)                                                                              | Trần Thị Vân Anh   | Ngô Minh Hằng        | Trần Thị Diệp Nhi   | —                              |

### Tập 7 (31/08/2019)
| Thứ tự | Đội                             | Bài hát đối đầu (Sáng tác)                                                       | Thí sinh 1          | Thí sinh 2         | Thí sinh 3             | CƯỚP                            |
| ------ | ------------------------------- | -------------------------------------------------------------------------------- | ------------------- | ------------------ | ---------------------- | ------------------------------- |
| 1      | Dương Cầm Hương Giang           | Quê tôi - Mẹ yêu con (Anh Minh - Nguyễn Văn Tý)                                  | Nguyễn Hồng Ngọc    | Hoàng Tấn Lộc      | Nguyễn Khánh Vy        | Lưu Thiên Hương Ali Hoàng Dương |
| 2      | Lưu Thiên Hương Ali Hoàng Dương | Cún yêu (Sỹ Luân)                                                                | Lê Ngọc Thảo Lam    | Nguyễn Đỗ Khánh An | Bùi Vũ Kim Anh         | —                               |
| 3      | Dương Khắc Linh Phạm Quỳnh Anh  | Nỗi buồn mẹ tôi - Mẹ ơi, đừng bỏ con (Minh Vy - Dương Khắc Linh, Hoàng Huy Long) | Đào Thái Bình An    | Châu Sở Hân        | Lương Trương Quỳnh Anh | —                               |
| 4      | Lưu Thiên Hương Ali Hoàng Dương | Quê nhà - Dệt tầm gai (Trần Tiến - Nhạc: Ngọc Đại. Thơ: Vi Thùy Linh)            | Đào Huỳnh Minh Châu | Kiều Minh Tâm      | Nguyễn Hoàng Nhã Thy   | —                               |

## Vòng Knock-out (Thách đấu)
Điểm mới của Giọng hát Việt nhí mùa thứ 7 là sự xuất hiện của vòng Thách đấu. Thay vì chơi với nội bộ đội mình, các thí sinh cũng sẽ chơi với các đội còn lại để có cơ hội sống sót. 21 thí sinh của cả ba đội sẽ được chia thành 7 trận đấu, mỗi trận đấu gồm có 3 thí sinh đến từ 3 đội thi đấu với nhau. HLV lựa chọn và đưa ra thí sinh tham gia thi đấu cho mỗi trận đấu với 2 thí sinh thuộc 2 đội còn lại. Mỗi thí sinh trong trận đấu sẽ biểu diễn một bài hát đơn ca và chỉ có duy nhất 1 thí sinh thắng cuộc trong mỗi trận đấu. Kết quả sẽ được hoàn toàn phân định bằng tổng bình chọn của Hội đồng chuyên môn bao gồm 10 nhạc sĩ, ca sĩ, nhà báo âm nhạc và tỉ lệ % khán giả trường quay bình chọn. Bên cạnh các thí sinh chiến thắng trong các trận đấu do bình chọn của Hội đồng chuyên môn, mỗi cặp HLV sẽ có 1 quyền cứu 1 thí sinh thua cuộc của đội mình và Hội đồng chuyên môn cứu mỗi đội 1 thí sinh thua cuộc trong tất cả các thí sinh bị loại của 3 đội. Sau vòng Thách đấu, số lượng thí sinh vào vòng Liveshow của các đội sẽ khác nhau tùy thuộc vào số lần thắng hay thua của đội đó trong các trận đấu.
     – Thắng
     – Được HLV cứu
     – Được Hội đồng chuyên môn cứu
     – Thua

### Tập 8 (07/09/2019)
| TT | Đội thách đấu Đội bị thách đấu                                                          | Thí sinh đội 1      | Bài hát dự thi (Sáng tác)                                       | Kết quả | Thí sinh đội 2     | Bài hát dự thi (Sáng tác)                       | Kết quả | Thí sinh đội 3       | Bài hát dự thi (Sáng tác)                                                                     | Kết quả |
| -- | --------------------------------------------------------------------------------------- | ------------------- | --------------------------------------------------------------- | ------- | ------------------ | ----------------------------------------------- | ------- | -------------------- | --------------------------------------------------------------------------------------------- | ------- |
| 1  | Dương Cầm- Hương Giang Lưu Thiên Hương- Ali Hoàng Dương Dương Khắc Linh- Phạm Quỳnh Anh | Phạm Thị Trâm Anh   | Giấc mơ của tôi (Anh Quân)                                      | 49,2%   | Nguyễn Hồng Ngọc   | Tôi thấy hoa vàng trên cỏ xanh (Châu Đăng Khoa) | 41,08%  | Huỳnh Phạm Thanh Tâm | Và thế giới đã có thêm một bài ca hay (Marzuz, Gill, Onionn. Lời mới: PP Nguyễn)              | 109,72% |
| 2  | Lưu Thiên Hương- Ali Hoàng Dương Dương Khắc Linh- Phạm Quỳnh Anh Dương Cầm- Hương Giang | Đào Huỳnh Minh Châu | Thiên thần đến từ thiên đường (Nhạc ngoại. Lời Việt: PP Nguyễn) | 89,68%  | Trần Thị Diệp Nhi  | Son (Đức Nghĩa)                                 | 84,06%  | Kim Jae Bin          | Thủy thần (Bùi Hoàng Nam Đức Anh)                                                             | 26,26%  |
| 3  | Dương Khắc Linh- Phạm Quỳnh Anh Dương Cầm- Hương Giang Lưu Thiên Hương- Ali Hoàng Dương | Ngô Minh Hằng       | Người đàn bà hóa đá (Trần Lập)                                  | 74,66%  | Võ Nguyên Ngọc Nhi | Tôi thích (Phương Uyên)                         | 74,58%  | Hoàng Tấn Lộc        | Việt Nam trong tôi là (Lê Thị Hải Yến)                                                        | 50,76%  |
| 4  | Dương Cầm- Hương Giang Dương Khắc Linh- Phạm Quỳnh Anh Lưu Thiên Hương- Ali Hoàng Dương | Nguyễn Thị Ngọc Ánh | Ai cũng có ngày xưa Ngày xưa ơi (Phan Mạnh Quỳnh Yến Dung)      | 43,82%  | Vũ Linh Đan        | This is me (Benj Pasek, Justin Paul)            | 89,27%  | Nguyễn Đỗ Thành Nhân | Bống bống bang bang - Học tiếng mèo kêu (Nguyễn Phúc Thạch - Nhạc ngoại. Lời Việt: PP Nguyễn) | 66,91%  |

### Tập 9 (14/09/2019)
| TT | Đội thách đấu Đội bị thách đấu                                                          | Thí sinh đội 1     | Bài hát dự thi (Sáng tác)                                               | Kết quả | Thí sinh đội 2        | Bài hát dự thi (Sáng tác)                            | Kết quả | Thí sinh đội 3         | Bài hát dự thi (Sáng tác)                                                      | Kết quả |
| -- | --------------------------------------------------------------------------------------- | ------------------ | ----------------------------------------------------------------------- | ------- | --------------------- | ---------------------------------------------------- | ------- | ---------------------- | ------------------------------------------------------------------------------ | ------- |
| 1  | Lưu Thiên Hương- Ali Hoàng Dương Dương Cầm- Hương Giang Dương Khắc Linh- Phạm Quỳnh Anh | Nguyễn Đỗ Khánh An | Duyên phận (Thái Thịnh)                                                 | 56,25%  | Nguyễn Đoàn Chấn Quốc | Papa (Dương Khắc Linh)                               | 75,33%  | Lương Trương Quỳnh Anh | Còn duyên - Kiều (Dân ca quan họ Bắc Ninh - Cao Bá Hưng)                       | 68,42%  |
| 2  | Dương Khắc Linh- Phạm Quỳnh Anh Dương Cầm- Hương Giang Lưu Thiên Hương- Ali Hoàng Dương | Nguyễn Đức Khôi    | Jealous (Labrinth, Josh Kear, Natalie Hemby)                            | 43,21%  | Nguyễn Ngọc Bảo Hân   | Bão (Đinh Tuấn Anh)                                  | 56,23%  | Kiều Minh Tâm          | Quê hương tuổi thơ tôi (Từ Huy)                                                | 100,56% |
| 3  | Lưu Thiên Hương- Ali Hoàng Dương Dương Khắc Linh- Phạm Quỳnh Anh Dương Cầm- Hương Giang | Trần Hiểu Minh     | Người ơi người ở đừng về - Hoa thơm bướm lượn (Dân ca quan họ Bắc Ninh) | 80,65%  | Vương Hồng Thúy       | Giàn thiên lý đã xa (Nhạc ngoại. Lời Việt: Phạm Duy) | 36,69%  | Nguyễn Khánh Vy        | Nhà em ở lưng đồi - Đi học (Đức Trịnh, Lê Tự Minh - Bùi Đình Thảo, Minh Chính) | 82,66%  |

## Vòng Play-off (Vòng Trình diễn)
Thí sinh được vào vòng trong nhờ sự lựa chọn đầu tiên của HLV
     Thí sinh được vào vòng trong nhờ sự lựa chọn thứ hai của HLV
     Thí sinh được an toàn vào vòng trong
     Thí sinh bị loại

### Liveshow 1,2 và 3 (21/09, 28/09 và 05/10/2019)
Mỗi đội sẽ trình diễn các tiết mục trong 1 liveshow. Trong mỗi đêm thi, các thành viên của mỗi đội cùng với HLV của mình trình diễn các tiết mục. Sau mỗi liveshow, HLV mỗi đội sẽ chọn ra 1 thí sinh có màn trình diễn kém nhất đội mình bị loại. Sau cả ba liveshow của cả ba đội, 1 thí sinh có lượt bình chọn thấp nhất cả ba đội sẽ bị loại.
| Thí sinh                               | Bài hát dự thi (Sáng tác)                                                         | Kết quả |
| -------------------------------------- | --------------------------------------------------------------------------------- | ------- |
| Đội Lưu Thiên Hương và Ali Hoàng Dương |                                                                                   |         |
| Trần Hiểu Minh                         | Đồ chơi đất (Lưu Thiên Hương)                                                     | Loại    |
| Nguyễn Đỗ Khánh An                     | Quạt giấy (Lưu Thiên Hương)                                                       | An toàn |
| Đào Huỳnh Minh Châu                    | Con quay (Lưu Thiên Hương)                                                        | An toàn |
| Kiều Minh Tâm                          | Cánh chim lạc (Lưu Thiên Hương)                                                   | An toàn |
| Đội Dương Khắc Linh và Phạm Quỳnh Anh  |                                                                                   |         |
| Vũ Linh Đan                            | A million dreams (Benj Pasek, Justin Paul. Lời Việt: PP Nguyễn)                   | An toàn |
| Lương Trương Quỳnh Anh                 | Họ không là duy nhất (Khắc Duy. Trích vở nhạc kịch "Thủy Tinh - đứa con thứ 101") | An toàn |
| Ngô Minh Hằng                          | Prince ali (Alan Menken. Lời Việt: PP Nguyễn)                                     | An toàn |
| Nguyễn Đức Khôi                        | Earth song (Michael Jackson)                                                      | Loại    |
| Huỳnh Phạm Thanh Tâm                   | You are not alone (R. Kelly. Lời Việt: PP Nguyễn)                                 | Loại    |
| Đội Dương Cầm và Hương Giang           |                                                                                   |         |
| Nguyễn Khánh Vy                        | Để Mị nói cho mà nghe (Dtap)                                                      | Loại    |
| Võ Nguyên Ngọc Nhi                     | Chí Phèo (Bùi Công Nam)                                                           | An toàn |
| Nguyễn Đoàn Chấn Quốc                  | Music of the night (Nhạc ngoại. Lời Việt: Hà Quang Minh)                          | An toàn |
| Nguyễn Ngọc Bảo Hân                    | Tell me why (Mack, Mason)                                                         | An toàn |

### Liveshow 4 (12/10/2019)
Ở liveshow 4, 9 thí sinh sẽ trình diễn một tiết mục đơn ca. Cuối đêm thi, mỗi cặp HLV sẽ chọn 2 thí sinh đi tiếp vào bán kết. Thí sinh không được HLV chọn của mỗi đội sẽ bị loại. Từ đêm liveshow này, 2 thí sinh bị loại trước chung kết từ 9 thí sinh có bình chọn cao nhất trên trang báo điện tử Saostar và tổng đài 1050 sẽ nhận được "Chiếc vé may mắn" quay lại trong đêm chung kết.
| Tiết mục                               | Thí sinh               | Mã số bình chọn | Bài hát dự thi (Sáng tác)                                            | Kết quả    |
| -------------------------------------- | ---------------------- | --------------- | -------------------------------------------------------------------- | ---------- |
| Đội Dương Cầm và Hương Giang           |                        |                 |                                                                      |            |
| 1                                      | Nguyễn Đoàn Chấn Quốc  | 03              | Có chàng trai viết lên cây (Phan Mạnh Quỳnh)                         | HLV chọn 2 |
| 2                                      | Võ Nguyên Ngọc Nhi     | 02              | Chuồn chuồn ớt (Lê Minh Sơn)                                         | Loại       |
| 3                                      | Nguyễn Ngọc Bảo Hân    | 01              | "Adagio" (Remo Giazotto, Lara Fabian, Rick Allison, Dave Pickell)    | HLV chọn 1 |
| Đội Lưu Thiên Hương và Ali Hoàng Dương |                        |                 |                                                                      |            |
| 1                                      | Đào Huỳnh Minh Châu    | 19              | Huyền thoại mẹ (Trịnh Công Sơn)                                      | Loại       |
| 2                                      | Kiều Minh Tâm          | 15              | Mẹ tôi (Trần Tiến)                                                   | HLV chọn 1 |
| 3                                      | Nguyễn Đỗ Khánh An     | 21              | Mừng tuổi mẹ (Trần Long Ẩn)                                          | HLV chọn 2 |
| Đội Dương Khắc Linh và Phạm Quỳnh Anh  |                        |                 |                                                                      |            |
| 1                                      | Ngô Minh Hằng          | 10              | Giọt sương trên mí mắt (Thanh Tùng)                                  | HLV chọn 2 |
| 2                                      | Lương Trương Quỳnh Anh | 11              | Đêm mưa nhớ mẹ (Võ Hoàng Lâm)                                        | Loại       |
| 3                                      | Vũ Linh Đan            | 09              | Sweet but psycho (Ava Max, TIX, Cirkut, Madison Love, Cook Classics) | HLV chọn 1 |

### Liveshow 5 (19/10/2019)
Ở liveshow 5 (đêm bán kết), 6 thí sinh sẽ trình bày 2 tiết mục, 1 tiết mục đơn ca và 1 tiết mục hát với khách mời. Cuối đêm thi, mỗi cặp HLV sẽ chọn 1 thí sinh đi vào đêm chung kết.
| Tiết mục                               | Thí sinh              | Mã số bình chọn | Bài hát dự thi đơn ca (Sáng tác)                | Bài hát dự thi song ca với khách mời                                | Kết quả |
| -------------------------------------- | --------------------- | --------------- | ----------------------------------------------- | ------------------------------------------------------------------- | ------- |
| Đội Dương Cầm và Hương Giang           |                       |                 |                                                 |                                                                     |         |
| 1                                      | Nguyễn Đoàn Chấn Quốc | 03              | Bão đêm (Microwave)                             | Chị tôi - Sóng gió (Trần Tiến - Phương Tuấn) Khách mời: Jack, K-ICM | Vào CK  |
| 2                                      | Nguyễn Ngọc Bảo Hân   | 01              | Anh đang ở đâu đấy anh (Trương Nguyễn Hoài Nam) | Bohemian rhapsody (Freddie Mercury) Khách mời: Nhóm Chromatic       | Loại    |
| Đội Lưu Thiên Hương và Ali Hoàng Dương |                       |                 |                                                 |                                                                     |         |
| 1                                      | Nguyễn Đỗ Khánh An    | 21              | Nhiều người ôm giấc mơ (Lê Cát Trọng Lý)        | Sáng mắt chưa (Lê Đức Hùng) Khách mời: Trúc Nhân                    | Loại    |
| 2                                      | Kiều Minh Tâm         | 15              | Ngọn lửa cao nguyên (Trần Tiến)                 | Sáng mắt chưa (Lê Đức Hùng) Khách mời: Trúc Nhân                    | Vào CK  |
| Đội Dương Khắc Linh và Phạm Quỳnh Anh  |                       |                 |                                                 |                                                                     |         |
| 1                                      | Vũ Linh Đan           | 09              | Về với đông (Vũ Minh Tâm)                       | Cảm ơn con nhé (Quốc An) Khách mời: Bảo Hân                         | Vào CK  |
| 2                                      | Ngô Minh Hằng         | 10              | Diva (Lê Đức Hùng)                              | Cảm ơn con nhé (Quốc An) Khách mời: Bảo Hân                         | Loại    |

### Liveshow 6 (26/10/2019)
Liveshow 6 là đêm chung kết của Giọng hát Việt nhí 2019. Trong đêm thi này, mỗi thí sinh sẽ lần lượt trình bày 2 phần thi là 1 tiết mục đơn ca và 1 tiết mục kết hợp với HLV của mình. Thí sinh có tổng lượng bình chọn cao nhất qua trang báo điện tử Sao star và tổng đài bình chọn SMS 1050 sẽ trở thành quán quân của Giọng hát Việt nhí mùa thứ 7. Ngoài 3 thí sinh được các cặp HLV lựa chọn ở đêm bán kết, thí sinh Nguyễn Đỗ Khánh An (đội Lưu Thiên Hương và Ali Hoàng Dương) là thí sinh có tỉ lệ bình chọn của khán giả cao nhất (Chiếc vé may mắn) qua trang báo điện tử Sao star và thí sinh Nguyễn Ngọc Bảo Hân (đội Dương Cầm và Hương Giang) là thí sinh có tỉ lệ bình chọn cao nhất qua tin nhắn SMS tổng đài 1050 dành cho 9 thí sinh ở vòng Liveshow sẽ là 2 thí sinh cuối cùng tham gia tranh tài giành ngôi vị quán quân cùng với 3 thí sinh chính thức được chọn ở đêm bán kết.
| Thí sinh              | Mã số bình chọn | Đội huấn luyện viên                | Bài hát dự thi đơn ca (Sáng tác)                                                 | Bài hát song ca với HLV (Sáng tác)                                         | Kết quả            |
| --------------------- | --------------- | ---------------------------------- | -------------------------------------------------------------------------------- | -------------------------------------------------------------------------- | ------------------ |
| Nguyễn Ngọc Bảo Hân   | 01              | Dương Cầm và Hương Giang           | Bài ca tôm cá (Thịnh Kainz, Kata Trần)                                           | All by myself (Eric Carmen, Sergei Rachmaninoff)                           | Giải tư (15,19%)   |
| Nguyễn Đoàn Chấn Quốc | 03              | Dương Cầm và Hương Giang           | Người - What about us (Phạm Toàn Thắng - Alecia Moore, Steve Mac, Johnny Mcdaid) | Mẹ ơi đừng khóc (Rin9)                                                     | Á quân (25,9%)     |
|                       |                 |                                    |                                                                                  |                                                                            |                    |
| Kiều Minh Tâm         | 15              | Lưu Thiên Hương và Ali Hoàng Dương | Tự nguyện (Trương Quốc Khánh)                                                    | Chuông gió - Ước mơ - Taxi (Võ Thiện Thanh - Hồng Kiên - Nguyễn Hải Phong) | Quán quân (26,63%) |
| Nguyễn Đỗ Khánh An    | 21              | Lưu Thiên Hương và Ali Hoàng Dương | Cô đôi thượng ngàn (Chầu văn cổ)                                                 | Chuông gió - Ước mơ - Taxi (Võ Thiện Thanh - Hồng Kiên - Nguyễn Hải Phong) | Giải năm (13,17%)  |
|                       |                 |                                    |                                                                                  |                                                                            |                    |
| Vũ Linh Đan           | 09              | Dương Khắc Linh và Phạm Quỳnh Anh  | This is my destiny (Dương Khắc Linh)                                             | Yêu (Khắc Hưng)                                                            | Giải ba (19,11%)   |

## Bảng loại trừ
Đội
| - Thí sinh đội Hương Giang - Dương Cầm | - Thí sinh đội Ali Hoàng Dương - Lưu Thiên Dương | - Thí sinh đội Phạm Quỳnh Anh - Dương Khắc Linh |

Kết quả chi tiết

| - Quán quân - Á quân - Giải ba - Giải tư | - Được cứu bởi "Chiếc vé may mắn" - Thí sinh an toàn do được khán giả chọn - Thí sinh an toàn do không bị lọt vào top nguy hiểm - Thí sinh bị loại |

| Thí sinh               | Tuần 1+2+3 | Tuần 4     | Tuần 5           | Tuần 6     |
| ---------------------- | ---------- | ---------- | ---------------- | ---------- |
| Kiều Minh Tâm          | An toàn    | An toàn    | An toàn          | 26,63%     |
| Nguyễn Đoàn Chấn Quốc  | An toàn    | An toàn    | An toàn          | 25,9%      |
| Vũ Linh Đan            | An toàn    | An toàn    | An toàn          | 19,11%     |
| Nguyễn Ngọc Bảo Hân    | An toàn    | An toàn    | Chiếc vé may mắn | 15,19%     |
| Nguyễn Đỗ Khánh An     | An toàn    | An toàn    | Chiếc vé may mắn | 13,17%     |
| Ngô Minh Hằng          | An toàn    | An toàn    | Loại             | Đã bị loại |
| Đào Huỳnh Minh Châu    | An toàn    | Loại       | Đã bị loại       | Đã bị loại |
| Lương Trương Quỳnh Anh | An toàn    | Loại       | Đã bị loại       | Đã bị loại |
| Võ Nguyên Ngọc Nhi     | An toàn    | Loại       | Đã bị loại       | Đã bị loại |
| Nguyễn Đức Khôi        | Loại       | Đã bị loại | Đã bị loại       | Đã bị loại |
| Huỳnh Phạm Thanh Tâm   | Loại       | Đã bị loại | Đã bị loại       | Đã bị loại |
| Nguyễn Khánh Vy        | Loại       | Đã bị loại | Đã bị loại       | Đã bị loại |
| Trần Hiểu Minh         | Loại       | Đã bị loại | Đã bị loại       | Đã bị loại |

## Tiền sử của các thí sinh tham gia các cuộc thi khác
- Trần Thị Vân Anh thí sinh Siêu Sao Tài Năng Nhí lĩnh vực siêu sao âm nhạc nhí & dừng chân vòng giấu mặt Giọng hát Việt nhí mùa 5 (2017)
- Nguyễn Đỗ Khánh An dừng chân vòng 5 thần tượng tương lai
- Nguyễn Đoàn Chấn Quốc dừng chân vòng 3 thần tượng tương lai và tuyệt đỉnh song ca nhí dừng chân vòng hoà thanh
- Kiều Minh Tâm tham gia Ai là triệu phú phiên bản Alo tết 2020 & ngôi sao hướng dương talent
- Ngô Minh Hằng thí sinh 100 giây rực rỡ mùa 1 & Tuyệt đỉnh song ca nhí mùa 3
- Huỳnh Phạm Thanh Tâm thí sinh Ngôi sao tương lai 2017
- Vũ Linh Đan thí sinh Voice Up & Step Up 2019 và Universal Ticket.